# Belle épine
Belle épine è un film francese del 2010 diretto da Rebecca Zlotowski, alla sua opera prima. La protagonista è Léa Seydoux.